# Autóverseny

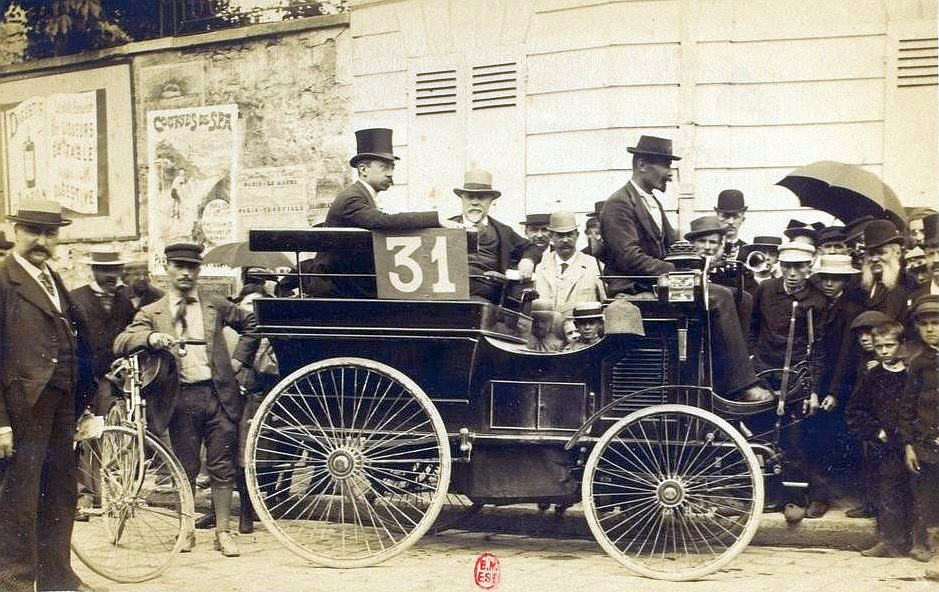
Párizs-Rouen autóverseny 1894

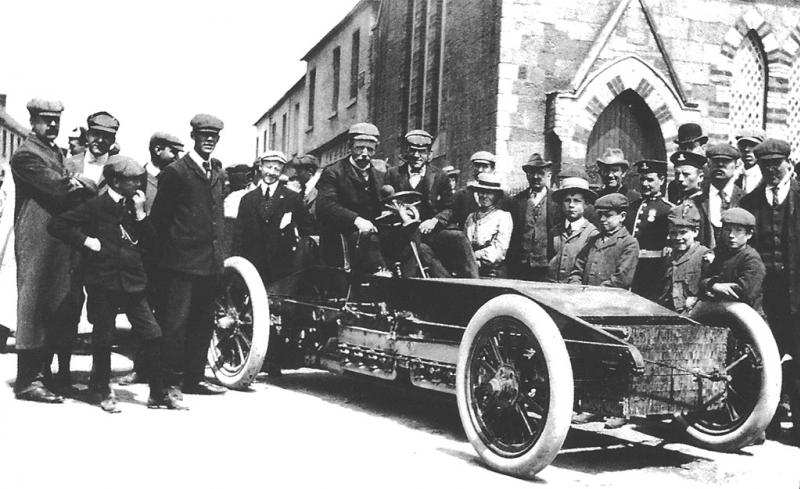
1903 Gordon-Bennett

Az autóversenyzés a 20. század egyik legnépszerűbb sportága. Számtalan fajtája közül a Formula–1-et és a Dakar-ralit kíséri a legnagyobb figyelem, a helyszíneken több tizezeres vagy százezres, és a televízió előtt milliós nézőközönséggel.

## Története

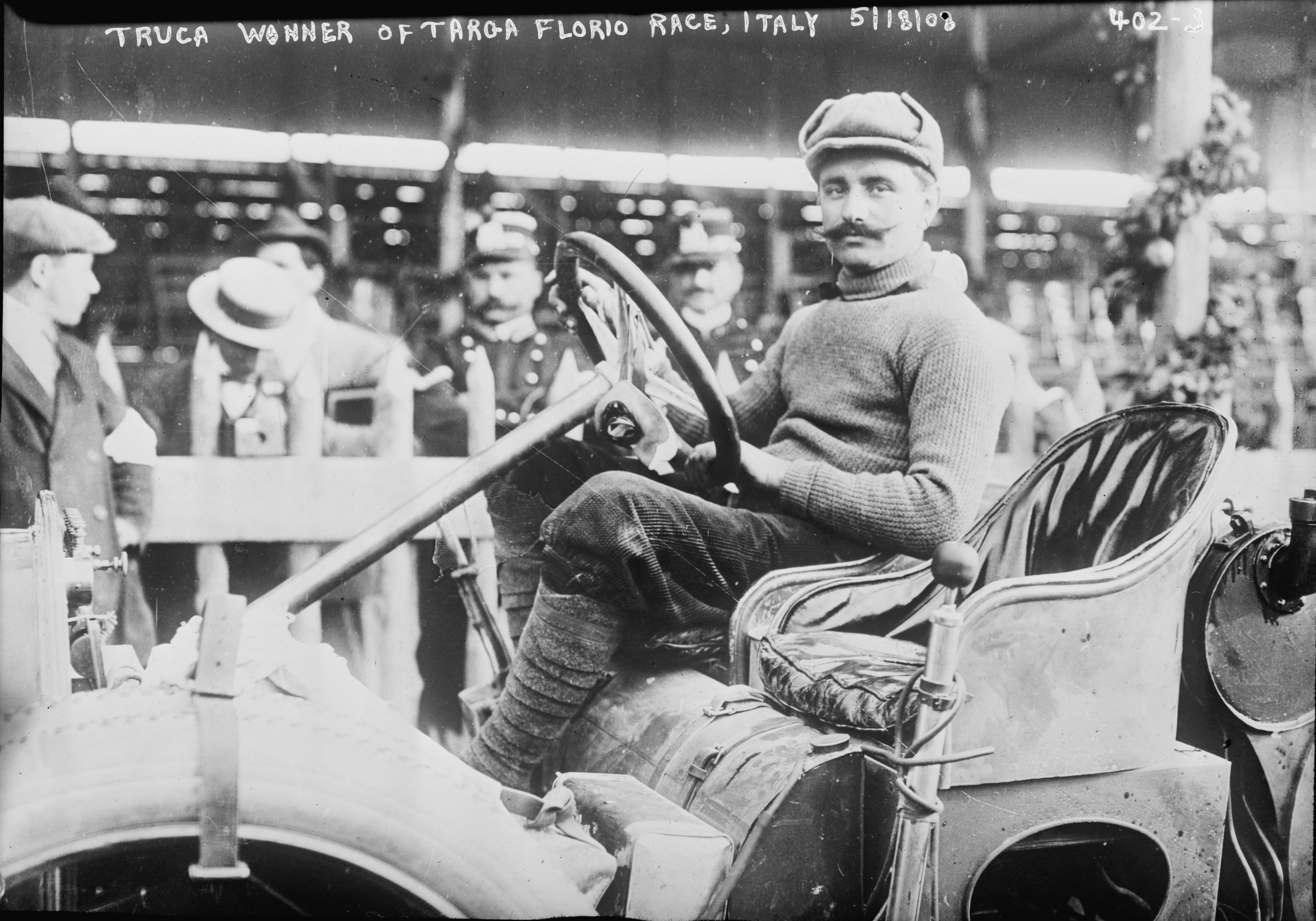
1908 Targa Florio

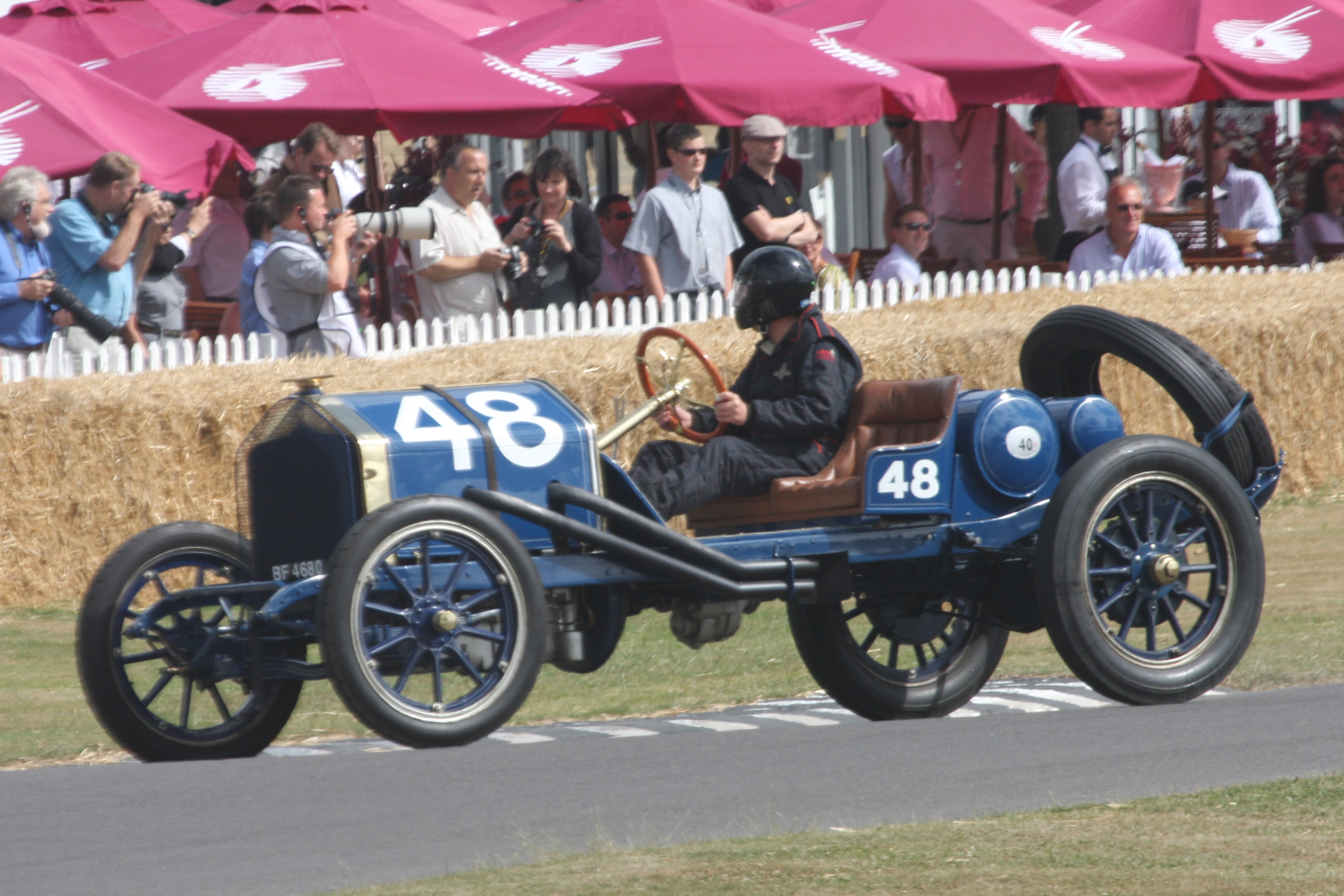
1910-es Indianapolisi autó

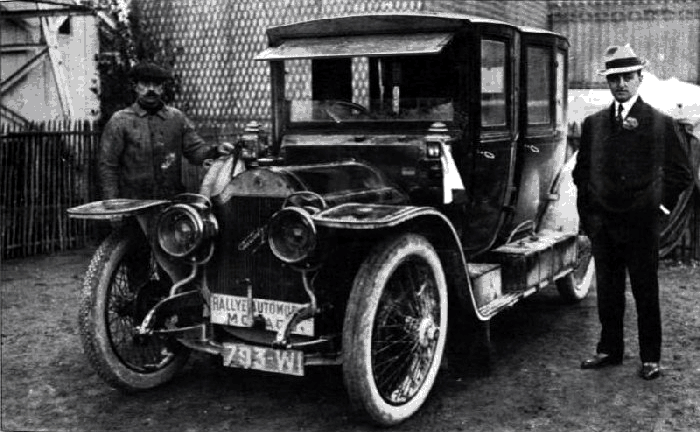
Henri Rougier az 1911 Monte Carlo rally győztese

Az első autóversenyt az amerikai Wisconsinban 1878-ban Green Bay és Madison között rendezték 323 kilométeres távon, a versenyt egy Oshkosh gőzgép nyerte.
Az első európai autóversenyt még gőzgéppel hajtott kocsik vívták 1887-ben Párizs és Versailles között, amelyet a Georges Bouton által készített háromkerekű gőzhajtású kocsi nyert meg. Ezek kezeléséhez a vezetőn kivül még egy fűtőre (franciául chauffeur) is szükség volt, ebből ered a magyar sofőr elnevezés.
1893. december 20-án Le Petit Journal párizsi napilapban megjelent egy versenykiírás mindenféle meghajtású kocsik számára, 5000 aranyfrank pénzjutalommal. A versenyre 102 jelentkező akadt, több előverseny után a legjobb 21 versenyző 1894. július 22-én vágott neki a Párizs-Rouen közti 126 kilométeres távnak, 14 benzin és 7 gőz hajtású autóval. De Dion gróf gőzkocsija ért célba elsőnek, mégsem ő nyert, mert a kiírás értelmében könnyű és könnyen vezethetőnek kellett lennie a járműnek, 4 óra 40 perces azonos idővel egy Peugeot és egy Panhard-Levassor holtversenyben nyert, mindkettő Daimler benzinmotoros volt.
Az 1895. június 11-én rendezett Párizs–Bordeaux–Párizs 1180 kilométeres, amelyet már igazi versenynek tekintenek, 15 benzin és 6 gőzkocsi és egy gőzhajtású busz vett részt. Emile Levassor ért elsőként célba, 48 óra 48 perces idővel és 24,5 km/h átlagsebességgel. A célban úgy nyilatkozott hogy a kerékpáros sebességi csúcsot (22 km/h) akarta mindenképp megdönteni. Itt sem a leggyorsabb hanem az előírás szerinti négyüléses Peugeot nyert, mely 11 órával később ért célba.
Az autók terjedésével egyre több és hosszabb távú versenyeket rendeztek, kezdetben a versenyek az közforgalmú országutakon zajlottak. 1903-ban a Párizs-Madrid túraversenyen vesztette életét Marcel Renault és három szerelő, összesen 15 áldozatot követelő baleset történt ekkor. Ezután már vagy lezárt vagy pályaversenyeket rendeztek már. Az Amerikai Egyesült Államokban rögtön pályaversenyek terjedtek el 1896-tól, máig eltérnek a nagy ovális pályák az Európában megszokott verseny helyszínektől.
1906 nyarán a párizsi Matin című újság hirdette meg a 10 000 frank díjazású Peking-Párizs 20 000 kilométeres versenyt. Az úttalan vidékeken vezető, rablók, vadállatok által veszélyeztetett út 1907. június 10-én rajtolt Pekingből és hatvan nap múlva ért célba a Borghese herceg vezette 40 LE-s Itala. Több versenyző csak 21 nappal később ért Párizsba. A győztes négyhengeres 7500 köbcentis autó, 100 kilométerenként 30 liter benzint és 16 garnitúra gumit használt el.

## Szervezett versenyek
A francia versenyek elterjedtek előbb Olaszországban, Németországban és Európa többi országaiban is. Egyre több országban alakultak autóklubok és 1904-ben megalakult a Nemzetközi Autóklubok Szövetsége amely később Nemzetközi Automobil Szövetséggé (FIA) alakult, ez a központi szervezet határozza meg és ellenőrzi a versenyszabályok betartását. Már az első versenyeknél is előfordult hogy nem a leggyorsabb hanem az előírásoknak megfelelő autók nyertek. Az autók fejlődésével hamar kiderült hogy a különböző versenyekre, különböző előírásokat kell alkalmazni. A járművek sebessége rohamos ütemben emelkedett: 1895-ben a Párizs-Bordeaux-Párizs versenyen 24,5 km/h, 1898-ban 37 km/h, 1899 48 km/h, 1901 87 km/h, 1902 120 km/h, 1904 152,2 km/h, 1909 202,6 km/h.
A kimondottan gyorsasági világcsúcsok megdöntésére épített autókkal: 1937-ben 502,4 km/h, 1964 843,6 km/h és 1970-ben 1014,5 km/h.

## Versenysorozatok
A századfordulón indultak a rendszeres versenyek, amelyek közül több megszűnt azóta. 1900 és 1905 között Európa legjelentősebb sorozata volt a Gordon-Bennett kupa melyeken országos csapatok vettek részt. 1905-ben rendezték az első Tourist Trophy versenyt az angliai Man-szigeten, 1906-ban indult a Targa Florio, 1907-ben a Császár-díj. Máig emlegetett verseny volt az olasz 1927-ben kezdődött Mille Miglia 1000 mérföldes versenyek Bresciában melyet 1957-ben szüntettek be a sok halálos áldozat miatt.
- Dakar-rali 1979-óta rendezik meg sivatagi helyszíneken.
- Formula–1 1950-óta évente rendezett gyorsasági világbajnokság.
- Formula–3000 1984-töl megrendezett versenysorozat, jelenleg Formula–2 néven.
- Grand Prix-versenyzés 1906-tól rendezett gyorsasági versenyek, a mai Formula–1 világbajnokság előfutára.
- Indianapolisi 500 1911-óta.
- IndyCar Series 1902-óta rendezett amerikai gyorsasági pályaversenyek.
- Le Mans-i 24 órás autóverseny 1923-óta.
- Monte-Carlo-rali 1911-óta.
- NASCAR 1948-óta megtartott amerikai gyorsasági versenysorozat.
- Rali-világbajnokság 1973-óta megrendezett bajnokság.
- Túraautó-világbajnokság 1987-óta.